# Saarijärvi (sjö i Finland, Nyland)
Saarijärvi är en sjö i Lojo stad i Finland.   Den ligger i landskapet Nyland, i den södra delen av landet, 70 km nordväst om huvudstaden Helsingfors. Saarijärvi ligger 117,1 meter över havet. Arean är 1,4 kvadratkilometer och strandlinjen är 16,27 kilometer lång. Sjön  ingår i Karisåns huvudavrinningsområde.   I omgivningarna runt Saarijärvi växer i huvudsak barrskog.
I övrigt finns följande i Saarijärvi:
- Palosaari (en ö)

I övrigt finns följande vid Saarijärvi:
- Vahermajärvi (en sjö)